# دوست عزیزم (ترانه شوگا)
«دوست عزیزم» (انگلیسی: Dear My Friend; کره‌ای: 어땠을까; lit. What Would've It Been Like) ترانه‌ای از خواننده اهل کره جنوبی، شوگا از بی‌تی‌اس که با نام آگوست دی نیز شناخته می‌شود، با همکاری خواننده کره‌ای کیم جونگ وان است. «دوست عزیزم» در ۲۲ مه ۲۰۲۰، توسط بیگ هیت میوزیک به عنوان دهمین ترانه از دومین میکس‌تیپ شوگا به نام دی-۲ منتشر شد.

## جدول‌های موسیقی
| جدول (۲۰۲۰)                             | بالاترین جایگاه |
| --------------------------------------- | --------------- |
| مجارستان (۴۰ تک‌آهنگ برتر)               | ۲۵              |
| ترانه‌های دیجیتال ایالات متحده (بیلبورد) | ۲۰              |